# Polipoesia
La polipoesia és un moviment poètic fundat a Itàlia per Enzo Minarelli a mitjan anys vuitanta. La polipoesia, com la traducció literal del terme explica, són moltes poesies o diverses maneres d'interpretar un poema, ja que aplica al recitat disciplines com la performance, el sorollisme, la distorsió o desfragmentació fonètica, els mitjans audiovisuals, l'acció poètica, la música i les noves tecnologies.
La polipoesia embranca amb la poesia concreta, el dadaisme i el futurisme, i els amplifica desenvolupant-ne aspectes inèdits i possibilitats noves per a la poesia purament literària o escrita. D'aquesta manera, la poesia esdevé sonora, escenificada, gestualitzada, ballada, electrificada, interaccionada i infinita.
Cada polipoeta desenvolupa el seu estil o marca personal en interpretar el poema mitjançant el filtre vocal, teatral, audiovisual, musical o tecnològic. D'aquesta manera, les possibilitats de difusió i de trobada amb l'espectador són múltiples, polifacètiques, polièdriques i polimòrfiques. És a dir, polipoètiques.

## Breu història

### Itàlia – La tecnología poètica
Originalment, aquest terme neix el 1983, quan el poeta italià Enzo Minarelli (Venècia, 1951) l'utilitza en el seu assaig Polipoesía, dalla lectura alla performance di poesia sonora, aparegut al catàleg d'art Visioni, Violazioni, Vivisezioni. No obstant això, la seva concreció com a tendència poètica no es verificaria fins quatre anys més tard, amb l'aparició en el catàleg Tramesa d'Art (València, 1987) del Manifesto della Polipoesia.
Convertit en el principal teòric del moviment, Minarelli ha protagonitzat de llavors ençà diverses iniciatives, com festivals, trobades i l'arxiu de polipoesia 3ViTre. Així mateix, és l'autor de poemaris com Poemi Cognomi (1988), Meccanografie (1991) o Poesie Doccaso (1993), entre d'altres.
Malgrat que era vista amb recel per la poesia d'avantguarda, aquesta incipient proposta -molt aviat- va despertar la curiositat d'una part significativa de la poesia sonora i fonètica italiana. Autors com Stefano Docimo, Giovanni Fontana o Enzo Berardi en seran els primers promotors, així com la revista holandesa Slowscan, que publicà un número especial dedicat a la polipoesia l'any 1988. També la revista italiana Baobab que, amb Adriano Spatola (Sapjane, 1941-Sant'Ilario d'Enza, 1988), Corrado Costa (Mulino di Bazzano, 1929-Reggio Emilia, 1991), Ivano Burani (Reggio Emilia, 1930), i la poeta Tomaso Binga (àlies de Bianca Menna. Salerno, 1938) al capdavant, se'n van convertir en els principals impulsors.
Autors com ara Massimo Mori, Gian Paolo Roffi o Luigi Pasotelli afermen el terme, de tal forma que, durant els anys noranta, gràcies, entre d'altres, a la desbordant activitat de poetes com Lello Voce (Nàpols, 1957) o de grups com el laboratori Sparajurij de Torí, el gènere de la poesia-acció o performance poètica (nom original de la polipoesia), coneix un gran èxit. La polipoesia s'ha relacionat amb l'organització de recitals de slam poetry, en la línia de les llegendàries vetllades del Nuyorican Poets Café, de Nova York.

### Catalunya – La poesia fora del llibre
Potser perquè és el país on va veure per primera vegada la llum el manifest polipoètic, l'altre gran focus d'irradiació d'aquest nou gènere és Catalunya. Concretament Barcelona, on Xavier Sabater (Barcelona, 1953) i Xavier Theros (Barcelona, 1963) funden, l'any 1989, el primer grup de polipoesia de la península: Poliphonetica Dinámica. Formació de vida breu, després de la qual Sabater fundarà, amb Rafael Metlikovez (Canovelles, 1964), el grup La Papa (Performers, Artistes i Poetes Associats) l'any 1990. Junts organitzen el cicle Topades amb les noves tendències (sala Ragtime, 1990) i la Festa de la Polipoesia (bar Glaciar, 1991), primers cicles relacionats amb aquest estil organitzats a l'estat.
Després de totes dues, Sabater es converteix en el teòric català amb més pes d'aquest moviment, amb la publicació de nombroses antologies i recopilacions des de la seva editorial Sediciones. Així mateix, des de 1991 dirigeix el Festival de Polipoesia de Barcelona i la revista en línia Barcelona Attractions, on han aparegut algunes de les seves reflexions sobre el gènere.
Per la seva banda, els altres dos introductors d'aquest moviment, Xavier Theros i Rafael Metlikovez, funden, a finals de 1991, el grup de polipoesia més conegut del panorama català i espanyol: Accidents Polipoètics. Junts organitzaran (amb el nom de guerra de La hiena ya no se ríe), les primeres trobades de polipoetes, com De reptiles y Batracios (1992), Robespierre contra el capitán Trueno (1993) i Poesía Paleopoética (1994), amb la col·laboració de creadors com Enric Casasses, Jordi Pope, Oscar Abril Ascaso, Noel Tatú, C-72R o Anton Ignorant. Una formació que, després d'aquest període dedicat a l'organització de trobades, va difondre el terme per mig món. Amb memorables participacions en el festival Polyphonix (CCCB de Barcelona el 1997 i centre Georges Pompidou de París el 2002), en el festival Faladura de Spoken Word (Porto, 2000 i 2003) o en la recent inclusió en la prestigiosa recopilació en línia Lyrikline. També van editar el CD Polipoesía Urbana de Pueblo (Madrid, 1995) i el curtmetratge Más triste es robar (dirigit l'any 1997 per Luís de la Madrid, André Cruz i Pere Pueyo), així com diversos llibres, la revista Polinesia i els espectacles de teatre Pim, pam, pum Lorca (1998), Soltero busca (2001), Franco ha muerto, o cómo idiotizar a un pollo (2005) i Fe, esperanza y Cha-cha-chá (2007).
L'aparició de la polipoesia barcelonesa coincideix en el temps amb l'activitat de diversos grups que mantindran complexes relacions amb els seus principals promotors. D'una banda, els poetes sonors d'influència conceptual, com ara el valencià Bartolomé Ferrando, o el Víctor Sunyol, Carles Hac Mor, Ester Xargay, Benet Rossell, Perejaume o Gustavo Vega. De l'altra, un grup molt actiu a finals dels anys vuitanta, amb Jordi Pope, Enric Casasses, Àngel Carmona, Jesús Lizano, David Castillo, Joan Vinuesa, Jaume Sisterna o Albert Subirats. Poetes que col·laboraran activament amb els primers recitals de polipoesia. A aquests, s'uneixen autors com el gallec Antón Reixa, el sevillà Antonio Murga o els barcelonins Juan Crek i Víctor Nubla (Macromassa).
La segona generació de polipoetes l'encapçala Eduard Escoffet (Barcelona, 1979), organitzador del cicle Viatges a la Polinèsia (1997-2000) i conegut internacionalment com a director d'un dels millors festivals d'aquest estil: PROPOSTA (festival internacional de poesies + polipoesies) (CCCB, Barcelona, 2000-2004). A la seva tasca com a divulgador s'hi han d'afegir llibres com Próximamente en esta pantalla. El cine letrista, entre la discrepancia y la sublevación i La xarxa al bosc. Joan Brossa i la poesia experimental, 1946-1980 i la inclusió en la pàgina berlinesa Lyrikline, així com nombrosos recitals per Europa i Iberoamèrica.
Altres poetes que s'han definit com a polipoetes són els catalans Jordi Teixidó, Xavier Canals, Noel Tatú, el tortosí Josep Ramon Roig, la companyia de Tarragona Human Trash i La Pubilla Daltònica o Josep Pedrals. També, artistes com Pau Riba, Jaume Sisa o Christian Atanasiu han conreat aquesta modalitat. Pel que fa a la resta de l'estat, destaca el poeta sevillà Antonio Murga, l'esplèndida posada en escena dels madrilenys Ajo y Mastretta o dels cordovesos Poliposeidas.

## Panoràmica – fonètics ipolipoetes
La repercussió de la polipoesia fora d'Itàlia i Catalunya ha estat molt menor. No obstant això, encara que assimilada com una forma més de la poesia sonora i de l'acció (performance) de tall clàssic, compta amb notables veus, com els poetes nord-americans John Giorno i Lawrence Ferlinghetti, darrers membres vius dels beatnik (generació beat), o el parisenc Jean Jacques Lebel, fundador junt amb Allen Ginsberg del festival Poliphonix i darrer director de la revista Surrealisme.
De la influència de la polipoesia en la poètica contemporània, destaquen les aportacions dels nord-americans Richard Kostelanetz, Diamanda Galas, Lydia Lunch o Larry Wendt; al Canadà, els membres del grup Four Horsemen; la sud-africana Tracy Splinter i el britànic Mark Sutherland. També hi destaquen el nord-català Gerard Jacquet i els francesos Bernard Heidsieck, Christian Prigent o Nathalie Quintana; els portuguesos Fernando Aguiar o el grup lisboeta Copo; el poeta rus Valeri Xerstianoi (transcrit a la manera alemanya: Valeri Scherstjanoi); els japonesos Nobuo Kubota, Suzuki Takeo i Seiji Shimoda; o el brasiler Philadelpho Menezes.
Fruit d'aquest creixent interès són les nombroses trobades de poesia que inclouen apartats de polipoesia en les seves programacions, com els festivals de Medellín o el de Berlín. Pel que fa als dedicats estrictament a la poesia oral, en destaca el més antic de tots: Poliphonix, celebrat de forma itinerant en diversos llocs del món. També hi ha el Festival de Polipoesia de Barcelona, Intersignos de Brasil, Yuxtaposiciones de Madrid, el Festival de Polipoesia de Bolonya, Bobeobi de Berlín o l'extinta Propost de Barcelona. També s'hi han organitzat, amb més o menys fortuna, trobades a Lisboa, Porto, Toronto, Moscou, Mèxic DF, L'Havana, Budapest, São Paulo, Montevideo, Atenes o Buenos Aires.

## El manifest de lapolipoesia
ENZO MINARELLI: Tramesa d'art, València, 1987.
1. Únicament el desenvolupament de les noves tecnologies marcarà el progrés de la poesia sonora: els mitjans electrònics i l'ordinador en són i en seran els veritables protagonistes.
2. L'objecte llengua ha de ser indagat en els seus mínims i màxims segments: la paraula, element bàsic de l'experimentació sonora, assumeix les connotacions de multiparaula, penetrada en el seu interior i redefinida en l'exterior. La paraula ha de poder alliberar la seva polivalent sonoritat.
3. L'elaboració del so no vol límits, ha de ser empesa cap al llindar del sorollisme pur, un sorollisme significant: l'ambigüitat sonora, tant lingüística com oral, agafa sentit si s'explota al màxim l'aparell instrumental de la boca.
4. La recuperació de la sensibilitat del temps (el minut, el segon) ha d'anar més enllà dels cànons de l'harmonia o de la disharmonia, perquè només el muntatge és el paràmetre just de la síntesi i de l'equilibri.
5. La llengua és ritme i els valors tonals són els veritables vectors del significat: primer l'acte racional i després l'emotiu.
6. La polipoesia és concebuda i realitzada per a l'espectacle en viu; té com prima donna la poesia sonora, que serà el punt de partida que interrelacionarà entre:

- - la musicalitat (acompanyament o línia rítmica);
  - la mímica, el gest, la dansa (interpretació, ampliació, integració del tema sonor);
  - la imatge (televisiva o per diapositiva, com a associació, explotació, redundància o alternativa);
  - la llum, l'espai;
  - els vestits i els objectes.